# Watermolen van het Hof ter Planken

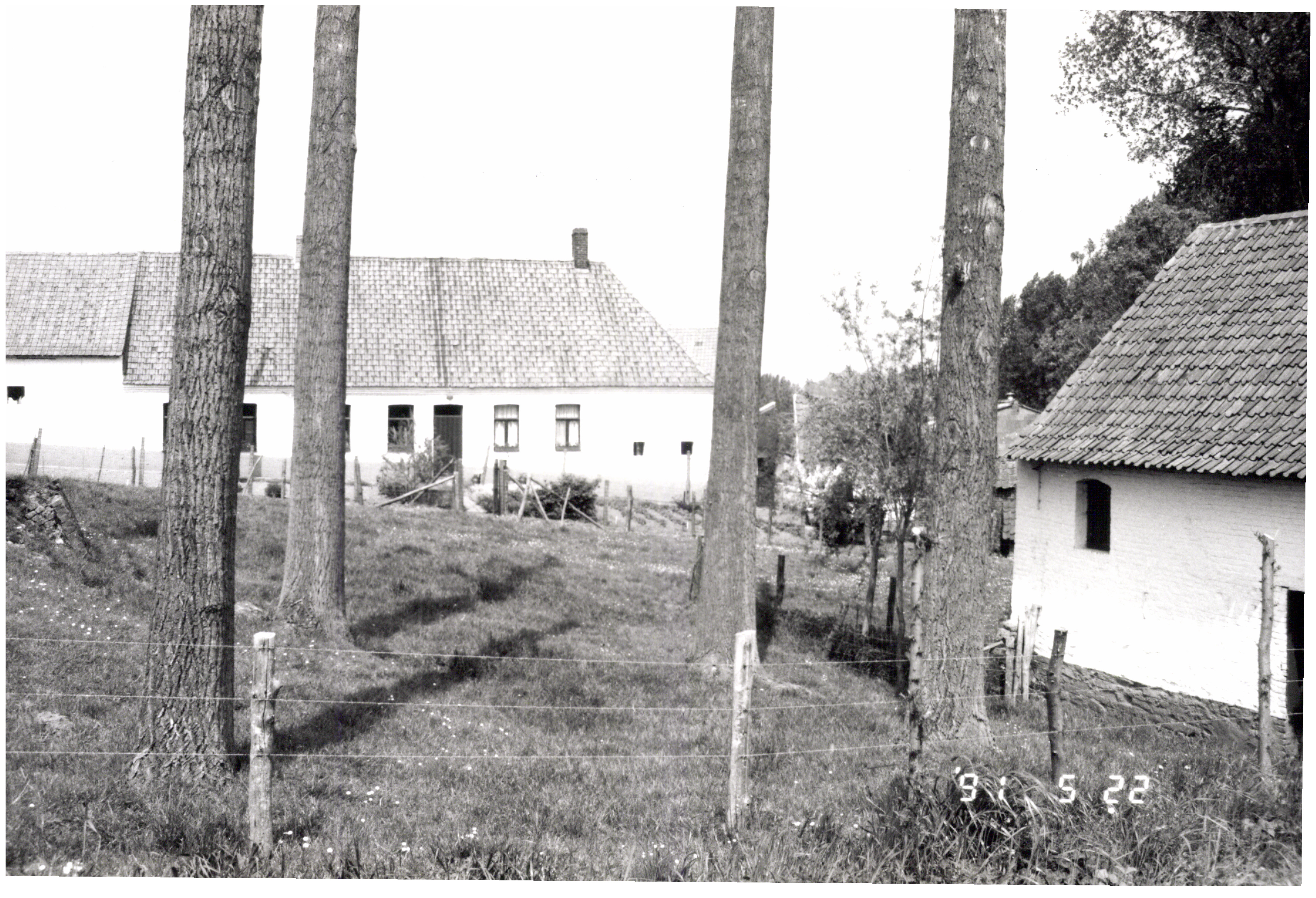

De Watermolen van het Hof ter Planken, Watermolen van het Plankenhof of Biesputmolen is een voormalige watermolen op de Molenbeek aan de Watermolenstraat in Kwaremont (Kluisbergen). De molen van het Hof ter Planken werd voor het eerst vermeld in 1577.
De bovenslagmolen omvat het molengebouw, alle gaande werk met toebehoren, het waterrad, de sluis en de gemetselde beekafdamming stroomopwaarts van de molen. De molen is sinds 1994 beschermd als monument.